# チャクラ (カチウン家)
チャクラ（モンゴル語: Čaqula,中国語: 察忽剌、生没年不詳）とは、チンギス・カンの弟のカチウンの後裔で、モンゴル帝国の皇族。『元史』などの漢文史料では忽列虎児王、『集史』などのペルシア語史料ではChāqūlaچاقولهと記される。

## 概要
『集史』「イェスゲイ・バハードゥル紀」はアルチダイの死後は子のチャクラがカチウン家当主の座を継いだと記している。アルチダイの死亡時期とチャクラのカチウン家当主就任の時期は不明であるが、モンケ・カーンが即位した頃には当主の交代が起こったと見られる。
1251年（辛亥）に即位したモンケは次弟のクビライを総司令官とした東アジア遠征と三弟のフレグを総司令官とした西アジア遠征を計画し、チャクラはカチウン家当主としてこれに参加することとなった。東アジア沿線軍を率いるクビライはまず大理国への侵攻（雲南・大理遠征）を行い、これにチャクラとエジルの父子も参加した。
大理国征服を成功させたクビライは副将のウリヤンカダイに大理の統治を任せて一旦内モンゴルに戻ったものの、クビライの手腕に不満を抱いたモンケ・カーンは一時クビライを更迭し、自ら軍を率いて南宋に親征を行うことを決定した。『集史』ではこの際チャクラがカチウン家を代表してタガチャル率いる左翼軍に名を連ねていたことが記されている。
モンケ・カーンの親征が始まるとウリヤンカダイ率いる雲南駐屯軍もまたヴェトナム経由で南宋を攻撃することとなったが、この際にチャクラとエジル父子は東方諸王の軍を率いてチャガン・ジャン（白蛮）より進軍していた。このため、チャクラ父子はウリヤンカダイの雲南残留部隊に属しており、モンケ・カーンの親征時にはウリヤンカダイとともに南から南宋を攻めたものと見られる。また、モンケ・カーンが亡くなった際にクビライが危険を冒して敵中に孤立したウリヤンカダイ軍を助けようとした理由の一つとして、クビライ麾下の主力軍である東方三王家に好印象を与えるためにチャクラ率いる東方諸王軍を救おうとしたのではないかとする説もある。
チャクラの没年は不明であるが、モンケ・カーンの死を切っ掛けとして起こった帝位継承戦争ではカチウン家当主はチャクラ以外の人物となっているため、モンケ・カーンと前後して亡くなったと見られる。

## 子孫
カチウン家の家系については『元史』と『集史』で記述が大きくことなり、『集史』では「息子」のクラクル（Ūqlāqūrاوقلاقور）が後継いだとするが、『元史』ではチャクラの「弟」をクラクル（忽列虎児王）とし、息子を済南王エジル（済南王也只里）としている。
クラクルについては『元史』に中統元年（1260年）の開平クリルタイに出席し、オゴデイ家のカダアン・オグル、チャガタイ家のアジキ、オッチギン家のタガチャル、カサル家のイェスンゲ、ベルグテイ家のジャウドゥらとクビライを推戴したことが記録されている。しかし、チャクラからカチウン家当主を受け継いだ時期・経緯などは不明である。クラクルの没年もまた不明であるが、至元20年（1283年）頃までにはシンナカルが新たなカチウン家当主に就任している。

## 歴代カチウン家当主
1. カチウン大王（Qači'un,合赤温大王／Qāchīūnقاچیون）
2. 済南王アルチダイ（Alčidai,済南王按只吉歹／Īlchīdāīایلچیدای）
3. チャクラ大王（Čaqula,察忽剌大王／Chāqūlaچاقوله）
4. クラクル王（Qulaqur,忽列虎児王／Ūqlāqūrاوقلاقور）
5. カダアン大王（Qada'an,哈丹大王／Qadānقدان）
6. 済南王シンナカル（Šingnaqar,済南王勝納哈児／Shīnglaqarشینگلقر）
7. 済南王エジル（Eǰil,済南王也只里／Ījal-Nūyānیجل نویان）